# Phillips 66
Ne doit pas être confondu avec Phillips Petroleum Company.
Phillips 66 ( NYSE: PSX) est une société américaine située à Houston, Texas, spécialisée dans la production de gaz naturel et dans la pétrochimie. C'est également une marque commerciale de stations-service aux États-Unis. La société compte environ 13 500 employés dans le monde et opère dans plus de 45 pays. D'après le classement Fortune Global 500 (2013), Phillips 66 est en 2013, la 19e entreprise mondiale quant au chiffre d'affaires.

## Histoire
Aux origines de l'entreprise se trouve Phillips Petroleum Company, fondée en 1917 et qui fusionne avec Conoco en 2002 pour former ConocoPhillips.
Puis en 2012, ConocoPhillips se sépare d'une partie de ses activités, regroupées dans une nouvelle société nommée Philipps66.
En octobre 2021, Phillips 66 annonce l'acquisition de la participation qu'il ne détenait pas dans Phillips 66 Partners, pour 3,4 milliards de dollars.
En novembre 2024, Phillips 66 est inculpée devant un tribunal fédéral américain, de six chefs d'accusation de violation du Clean Water Act, une lois fédérales américaine qui régule contre la pollution.

## Activités
Phillips 66 détient les réseaux de stations-service Conoco et Philips 66 aux États-Unis et Jet en Europe (Autriche, Allemagne, Royaume-Uni).
Elle possède 13 raffineries avec une capacité de production de 2,2 millions de barils par jour (350 000 m3/j) et 24 000 km de pipelines.